# Karola
Pour les articles homonymes, voir Carola.
Karola et Carola sont des prénoms féminins de même origine que Carole et Carla. Le diminutif Lola peut-être employé pour ces prénoms.

## Étymologie
Karola et Carola — comme Carole et Carla — sont des formes féminines de Carolus, forme elle-même latinisée du prénom d'origine germanique Carl ou Karol[réf. souhaitée].

## Équivalents
- en allemand : Carola, Karola
- en anglais : Carol, Caroll, Carole
- en danois : Karola
- en finnois : Karola
- en français : Carole
- en gallois : Caryl
- en hongrois : Karola
- en italien : Carla, Carola
- en portugais : Carla
- en slovène : Karola
- en suédois : Carola

## Personnalités portant ce prénom

### Karola
- Karola Bloch (1905 — 1994), architecte germano-polonaise.

### Carola
- Carola Arons (née en 1971), actrice néerlandaise ;
- Carola Braunbock (1924-1978), actrice allemande ;
- Carola Dombeck (née en 1960), gymnaste allemande ;
- Carola Häggkvist (née en 1966), chanteuse suédoise ;
- Carola Lorenzini (1899-1941), aviatrice argentine ;
- Carola Neher (1900-1942), actrice allemande ;
- Carola Rackete (née en 1988), capitaine de navire et activiste allemande ;
- Carola Roloff, (née en 1959), nonne bouddhiste allemande ;
- Carola Schouten (née en 1977), femme politique néerlandaise ;
- Carola Zirzow (née en 1954), kayakiste est-allemande ;
- Carola de Vasa (1833-1907), princesse de Suède et dernière reine consort de Saxe.